# نيت سانت
نيت سانت (بالإنجليزية: Nate Saint)‏ هو طيار أمريكي، ولد في 30 أغسطس 1923 في هرشي في الولايات المتحدة، وتوفي في 8 يناير 1956 في Curaray River ‏ في بيرو.